# كيم كوبر
كيم كوبر (بالإنجليزية: Kim Cooper)‏ هي لاعبة كرة لينة أسترالية، ولدت في 26 أكتوبر 1965 في Parramatta ‏ في أستراليا.

## وصلات خارجية
- كيم كوبر على موقع اللجنة الأولمبية الدولية (الإنجليزية)
- كيم كوبر على موقع أوليمبيديا (الإنجليزية)
- كيم كوبر على موقع اللجنة الأولمبية الأسترالية (الإنجليزية)